# Дракулић (презиме)
Дракулић је српско презиме, настало од грчког δρακων (drakōn) и његовог латинског сродног draco (змајеви). Змајеви имају значајну улогу у грчкој и српској митологији.
- Саша Дракулић (1972), српски фудбалер
- Славенка Дракулић (1949), хрватска књижевница и публицисткиња